# Шахар Пеер
Ша̀хар Пѐер (на иврит: שחר פאר) е професионална тенисистка от Израел.

## Биография
Бащата на Шахар е инженер по образование, а майка ѝ е учителка по физическо възпитание. Шахар Пеер започва да тренира тенис от шестгодишна възраст. Отличното ѝ телосложение, оформящо се през годините на пубертета, дава на треньорите ѝ основателна надежда за професионална тенис-кариера.
През 2001 г. Пеер печели състезанието за момичета до 14-годишна възраст на престижния турнир „Ориндж Боул“ без да загуби сет. През 2004 г. печели юношеския формат на „Откритото първенство на Австралия“, побеждавайки на финала Никол Вайдишова с 6 – 4, 6 – 1.

## Кариера
Първата си титла от състезанията, провеждащи се под егидата на Световната женска асоциация по тенис, израелката печели през 2006 г. на турнира „Патая Оупън“ в Тайланд, където побеждава хърватката Йелена Костанич с резултат 6:3, 6:1. Отново през 2006 г. Пеер достига до финала на международен турнир в Прага, който печели срещу австралийката Саманта Стосър с 4:6, 6:2, 6:1. На 22 май 2006 г. Пеер печели трета поредна титла, побеждавайки руската тенисистка Анастасия Мискина на турнира „Истанбул Къп“. Последните си две титли Пеер печели през 2009 г. в Гуанджоу срещу италианката Алберта Брианти и на турнира „Ташкент Оупън“ срещу представителката на Узбекистан Акгул Аманмурадова.
Шахар Пеер има и два загубени финални мача. През 2007 г. е надиграна от Винъс Уилямс на турнира в Мемфис с 6:1, 6:1, а в началото на 2010 г. е победена от украинката Альона Бондаренко на турнира в Хобарт с 6:2, 6:4.
В мачовете по двойки дотогава Шахар Пеер е завоювала три титли в партньорство със Саня Мирза, Анна-Лена Грьонефелд и Марион Бартоли.
В състезанията за Големия шлем Пеер достига до четвъртфинален мач на Откритото първенство на Австралия през 2007 г. С това си постижение тя се превръща в първата професионална тенисистка от Израел, която достига до елиминационна фаза на подобен род състезания и изравнява рекорда на друга израелска състезателка – Анна Смашнова.